# Leucochrysa (Nodita) pacifica
Leucochrysa (Nodita) pacifica is een insect uit de familie van de gaasvliegen (Chrysopidae), die tot de orde netvleugeligen (Neuroptera) behoort. 
Leucochrysa (Nodita) pacifica is voor het eerst wetenschappelijk beschreven door Navás in 1929.